# Воинова, Валентина Ивановна
Валентина Ивановна Воинова-Папиташвили (30 июня 1938, Саратов — 1 июля 2014, Тбилиси) — советская и грузинская театральная актриса, заслуженная артистка Грузинской ССР.

## Биография
Валентина Воинова родилась 30 июня 1938 года в Саратове в семье донских казаков. Её дед был расстрелян, отец погиб на фронте в 1943 году. В 1956—1960 годах училась в Саратовском театральном училище (педагог Ю. П. Киселёв), одновременно играла в Саратовском ТЮЗе. Весь её курс оставили в Саратовском ТЮЗе, однако Воинова решила поменять театр.
После окончания училища её пригласил главный режиссёр Севастопольского русского драматического театра имени А. В. Луначарского Борис Александрович Рябикин. В Севастопольском театре Воинова играла около года. В это время в Крыму шли съёмки фильма «Человек-амфибия», в котором в роли Бальтазара снимался грузинский актёр Анатолий Смиранин. Он пригласил Воинову в Тбилисский русский театр.
С 1961 года работала в Тбилисском русском драматическом театре им. А. С. Грибоедова, где играла 53 года (в последние годы болела и на сцене не появлялась).
Умерла 1 июля 2014 года после продолжительной болезни.

### Семья
- Муж — Отар Папиташвили, директор театра; прожили в браке 17 лет.
- Дочь — Кетино (от предыдущего брака), филолог, педагог, журналист.

## Награды и премии
- Заслуженная артистка Грузинской ССР.

## Работы в театре

### Саратовский ТЮЗ
- 1956 — «Чудесный сплав» В. М. Киршона — Тоня
- 1956 — «Горя бояться — счастья не видать» С. Маршака — Амельфа Ивановна
- 1957 — «Враги» М. Горького — работница
- 1958 — «Заводские ребята» И. С. Шура — работница
- 1959 — «Два цвета» И. К. Кузнецова — работница
- 1959 — «Трёхминутный разговор» В. И. Левидовой — Катя

### Севастопольский русский театр им. А. В. Луначарского
- «Власть тьмы» Толстого — Марина
- «Королевский брадобрей» Луначарского (постановка Бориса Рябикина) — сумасшедшая сестра Доротея

### Тбилисский русский театр имени А. С. Грибоедова
- «Преступление и наказание» Ф. Достоевского (реж. С. Челидзе) — Дуня
- «Старый дурак» К. Финна (реж. К. Сурмава) — Леночка
- «Иванов» (реж. Г. Лордкипанидзе) — Бабакина
- «Гнездо глухаря» В. Розова (реж. Г. Черкезишвили) — Вера Васильевна
- «Дом Бернарды Альбы» Г. Лорки (реж. К. Сурмава) — Понсия
- «Утешитель вдов» Б. Рандоне и Д. Маротта (реж. Г. Жордания) — Филумена
- «Восточная трибуна» А. Галина (реж. Л. Джаши) — Подрезова
- «Будьте здоровы» П. Шено (реж. Л. Джаши) — Луиза
- «Самоубийца» Н. Эрдмана (реж. Д. Мгебришвили) — Серафима Ильинична
- «Тартюф» Ж.-Б. Мольера (реж. А. Джакели) — Дорина
- «Russian блюз»: «Людочка» В. Астафьева (инсценировка произведений русских писателей и режиссура А. Варсимашвили) — мать Людочки
- «Жизнь прекрасна»: «Беззащитное существо» (инсценировка произведений А. Чехова и режиссура А. Варсимашвили) — госпожа Щукина
- «Ханума» А. Цагарели, Г. Канчели (реж. А. Варсимашвили) — Ануш
- «Принцесса и свинопас» (реж. А. Енукидзе) — Королева
- «Мастер и Маргарита» М. Булгакова (реж. А. Варсимашвили) — Аннушка
- «Чиполлино» Дж. Родари (реж. Г. Тодадзе) — графиня Вишня